# Arteria ovarica

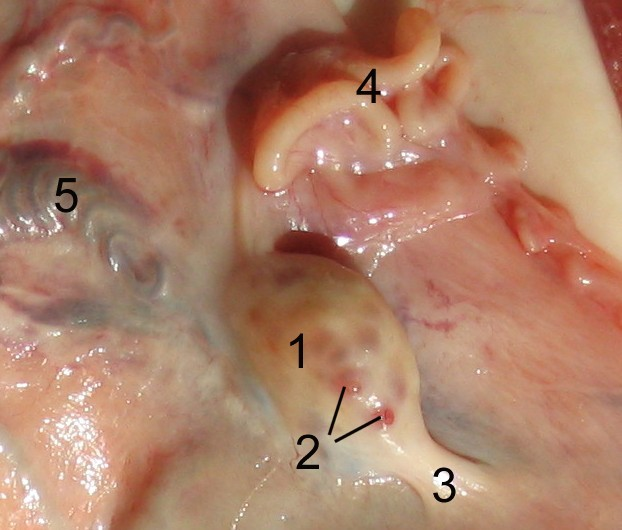
Eierstock eines Schafes
1 Eierstock, 2 Tertiärfollikel, 3 Ligamentum ovarii proprium, 4 Eileiter, 5 Arteria und Vena ovarica im Mesovarium

Die Arteria ovarica (lat. „Eierstockarterie“) ist eine paarige, aus der Bauchaorta entspringende Arterie bei weiblichen Säugetieren, die den Eierstock (Ovarium) versorgt. Sie entspricht der Arteria testicularis der männlichen Individuen.
Der Abgang der Arteria ovarica erfolgt unterhalb der Nierenarterie (Arteria renalis). Das Gefäß verläuft gemeinsam mit der Vena ovarica und  sympathischen Nervenfasern – beim Menschen im Ligamentum suspensorium ovarii und bei Tieren im Mesovarium zum Eierstock.
Von der Arteria ovarica geht vor dem Eintritt in den Eierstock noch ein Ast für den Eileiter (Ramus tubarius) und bei vielen Säugetieren auch für einen kleinen Teil der Gebärmutter (Ramus uterinus) ab. 
Die Vena ovarica ist bei den meisten Säugetieren der Hauptabfluss auch für die Gebärmutter, da die Vena uterina meist klein ist oder sogar ganz fehlt. Sie mündet auf der linken Seite in die Nierenvene und auf der rechten Seite direkt in die Vena cava inferior (bei Tieren als Vena cava caudalis bezeichnet).